# Гейс
Гейс (др.‑ирл. geis, гэльск. geas) — распространённая в древности разновидность запрета-табу в Ирландии.
Согласно анализу сохранившихся ирландских саг, гейсы назначались в качестве противовеса при вручении определённых даров, как способ не гневить высшие силы излишним благополучием, или же в случае прегрешения как вид наказания (опять же, для восстановления равновесия, как способ контролировать силу наказания от потусторонних сил). Даром, среди прочего, считалось дарование имени человеку, изменение социального статуса (женитьба, вступление на царство), и др.
Считалось, что нарушивший гейс человек умирал на Самайн.
Гейсы вручались не систематизированно, регулярно противоречили друг другу и ряду общепринятых ирландских традиций, могли являться причиной конфликта. Например, в скеле «Сватовство к Эмер» описывается, что гейс короля пятины обязывал его проводить первую брачную ночь с каждой невестой пятины, тем временем, для жениха Эмер Кухулина это было неприемлемое условие. Ситуация была решена буквальным следованием тексту гейса: король провёл ночь лишь рядом с девушкой под присмотром друзей жениха.
С нарушением гейса связана гибель самого Кухулина: принимая своё имя (означающее «пёс Куланна»), он дал обет не есть мясо своего тёзки, кроме того, герой обладал гейсом, запрещающим нарушать законы гостеприимства и отказываться от пищи с любого очага. Конфликт двух гейсов привёл к тому, что герой был вынужден отведать отравленную ши пищу, отчего сильно ослаб.
Нарушение гейса королём, по преданиям, приводило к бесчестию всей управляемой им земли, к её бесплодию, завоеванию врагами.
Кроме того, описываются и случаи гибели при соблюдении гейса: например, гибель из-за соблюдения гейса «не мутить воду» при необходимости спастись от погони движением вверх по течению ручья.

## Примеры гейсов
- «Три гейса лежали на Тальтиу: гейс смотреть на неё через левое плечо, гейс проезжать по ней, не сойдя на землю, и гейс что-нибудь бросить на ней без нужды после захода солнца».
- «И лежал на ирландцах гейс подходить туда всем сразу, а на Бресе гейс пить то, что там надоили»[5].
- «Нельзя обходить тебе Брегу слева направо, а Тару справа налево».
- «Нельзя убивать тебе диких зверей Керны».
- «Каждую девятую ночь не можешь ты покидать пределы Тары».
- «Нельзя тебе проводить ночь в таком доме, откуда наружу виднелся б огонь или свет был заметен оттуда».
- «Три Красных не должны пред тобой идти к дому Красного».
- «Не должен случиться грабеж при правлении твоем».
- «Да не войдут в твое жилище после захода солнца одинокий мужчина или женщина».
- «Не должно тебе решать спор двух рабов»[4].